# Dexamine spinosa
Dexamine spinosa is een vlokreeftensoort uit de familie van de Dexaminidae. De wetenschappelijke naam van de soort is voor het eerst geldig gepubliceerd in 1813 door Montagu.